# 米卡埃尔·西蒙森
米卡埃尔·西蒙森（丹麥語：Mikael Simonsen，1882年11月20日—1950年3月29日），丹麦男子赛艇运动员。他曾代表丹麦参加1912年夏季奥林匹克运动会赛艇比赛，获得男子四人单桨有舵手铜牌。